# Lucky Lips
Lucky Lips ist der Titel eines Popsongs, der von dem US-amerikanischen Songwriter-Team Jerry Leiber und Mike Stoller geschrieben wurde. 1957 erreichte der Titel mit Ruth Brown in den US-Charts Platz 26, 1963 machte der britische Sänger Cliff Richard aus dem Song einen Welthit. Im deutschsprachigen Raum ist der Song unter dem Titel Rote Lippen soll man küssen populär.

## Ruth Brown
Vier Monate nach dem Erscheinen der letzten Single von Ruth Brown bereitete ihre Plattenfirma Atlantic im September 1956 eine neue Schallplatte mit der US-amerikanischen Sängerin mit afrikanischen Wurzeln vor. Brown stand seit 1949 bei Atlantik unter Vertrag und hatte bisher hauptsächlich Songs im Rhythm-and-Blues-Stil veröffentlicht. 1954 hatte sie zweimal Platz eins in den R&B-Charts belegt, ihren letzten Chart-Erfolg hatte sie im Mai 1956 mit dem R&B-Song Sweet Baby of Mine (# 10) erreicht.
Für die neue Single hatten Browns Produzenten Jerry Leiber und Mike Stoller den von ihnen selbst geschriebenen Titel Lucky Lips ausgewählt. Leiber und Stoller, die stets als Team zusammenarbeiteten, hatten zuletzt mit ihrer Elvis-Presley-Produktion Hound Dog im August 1956 einen Nummer-eins-Hit erzielt. Die Melodie wurde im Foxtrott-Rhythmus geschrieben, der Text von Lucky Lips verspricht, dass Glück bringende Lippen sorglose Liebe versprechen und nie zu einem gebrochenen Herzen führen werden. Mit solchen Lippen wird man stets einen Liebhaber im Arm halten können. Die Single mit Lucky Lips auf der A-Seite (B-Seite: My Heart Is Breaking Over You) wurde am 25. September 1956 in den New Yorker Atlantic Studios produziert und im Januar 1957 mit der Katalognummer Atlantic 1125 auf den Markt gebracht.
Ruth Browns Lucky Lips wurde am 23. Februar 1957 erstmals vom US-Musikmagazin Billbord in der Hitliste Top 100 notiert. Der Titel startete auf Platz 58 und erreichte zwei Wochen später mit Platz 26 seinen besten Wert als Popsong. In den Top 100 war Lucky Lips neun Wochen lang notiert. In der Liste der R&B Best Sellers in Stores erreichte Ruth Brown als besten Wert Platz zehn.

## Cliff Richard

Cliff Richard
auf Columbia 7034

Sechs Jahre nach Ruth Browns Aufnahme von Lucky Lips wurde der Titel in Großbritannien mit Cliff Richard neu aufgelegt. 1963 gehörte Richard zu den erfolgreichsten Popsängern auf der Insel, Anfang des Jahres hatte er mit Summer Holiday seinen sechsten Nummer-eins-Hit veröffentlicht. Auf der Suche nach einem Nachfolgetitel wagte es Richards Produzent Norrie Paramor, den nur mäßig erfolgreichen Titel aus den 1950er Jahren mit seinem Superstar neu zu produzieren. Er verlieh dem Song ein zeitgemäßes Arrangement, an dem hauptsächlich Cliff Richards Begleitband The Shadows beteiligt war. Der Originaltext wurde für einen männlichen Interpreten leicht modifiziert, aus der von Ruth Brown gesungenen Anfangszeile „Als ich noch ein kleines Mädchen mit langen, seidigen Locken war, sagte Mama zu mir, ich hätte mehr als die anderen Girls“ wurde bei Cliff Richard „Als ich noch ein kleines Kind war, hatte ich nicht viel Spielzeug, aber meine Mama sagte, ich hätte mehr als die anderen Jungen“. Am 8. März 1963 wurde Lucky Lips unter der Leitung des Produzenten Paramor in dem Londoner EMI Abbey Road Studio 2 für eine Single des Plattenlabels Columbia produziert. Die Schallplatte wurde im Mai 1963 in Großbritannien in den Vertrieb gebracht.
Am 11. Mai 1963 zog Cliff Richard mit Lucky Lips auf Platz 21 in die britischen Charts ein. Dort stieg er bis zum vierten Platz auf und konnte sich insgesamt 15 Wochen in den Hitlisten halten. Lucky Lips mit Cliff Richard wurde in zahlreiche Länder exportiert, wo der Titel mehrfach die Spitze der Hitparaden erreichte. So z. B. in Belgien, Dänemark, Irland, den Niederlanden oder Schweden. In Übersee gelang dies in Israel und Südafrika. Im Herkunftsland von Lucky Lips, den USA, wurde der Song im Juni 1963 von der Plattenfirma Epic Records veröffentlicht, erreichte in den Hot 100 jedoch nur Platz 62. In Deutschland wurde Cliff Richards Lucky Lips ab Juni 1963 ebenfalls von Columbia vertrieben. Die deutsche Musikzeitschrift Musikmarkt nahm den Song ab Juli in ihre Hit-Parade auf, der sich dort bis zum Oktober halten konnte und mit Platz 13 seine beste Bewertung bekam.
Bereits 1957 hatte der deutsche Schlagertexter Hans Bradtke zu Lucky Lips einen deutschen Text für Illo Schieder geschrieben, damals mit der Titelzeile Dolly Dick. Für Cliff Richard schrieb er einen völlig neuen Text, der ebenso wie Dolly Dick vollkommen vom Original abweicht. Mit der Titelzeile Rote Lippen soll man küssen ging es nun vom ersten Kuss im Autobus bis zum Küssen der Braut, weil rote Lippen zum Küssen da sind. Da Cliff Richard schon in der Vergangenheit eigene Songs mit Erfolg auf Deutsch gecovert hatte (Bin verliebt / Fall in Love, Schön wie ein Traum / Theme for a Dream), entschloss sich Columbia, Bradtkes Text auch von Cliff Richard singen zu lassen. Die Produktion fand am 11. August 1963 ebenso wie beim Original mit dem Produzenten Paramor im Abbey Road Studio 2 statt. Es wurde das ursprüngliche Background-Band verwendet, das mit dem deutschen Gesang von Richard, unterstützt vom Botho-Lucas-Chor, gemischt wurde. Die Aufnahme wurde auf der Single Columbia 22563 im September 1963 in die deutschen Plattenläden gebracht. In Ermangelung eines weiteren deutschen Textes war auf der Rückseite der englischsprachige Titel Let’s Make a Memory aus der LP 32 Minutes and 17 Seconds with Cliff Richard enthalten. Im Gegensatz zu Lucky Lips entwickelte sich Rote Lippen soll man küssen in Deutschland zu einem Nummer-eins-Hit, sowohl in der Hit-Parade bei Musikmarkt als auch in der Hitliste Musicbox der Jugendzeitschrift Bravo. Im November 1963 stand das Lied auch fast bei allen Hitparaden der deutschsprachigen Rundfunksender auf Platz eins.

## Weitere Interpreten
Sowohl die weibliche Version mit Ruth Brown von 1957 als auch Cliff Richards männliche Adaption aus dem Jahre 1963 wurden von anderen Sängerinnen und Sängern gecovert. In den USA waren es 1957 Dottie Evans und Gale Storm, die mit Lucky Lips auf den Markt kamen. Gale Storm gelang es sogar, wie Ruth Brown in die Billboard Top 100 zu kommen, wo sie Platz 77 erreichte. In Großbritannien gab es eine erfolglose Coverversion mit Alma Cogan. Auch die erste deutschsprachige Version Dolly Dick mit Illo Schieder blieb weitgehend unbeachtet. 1963 machte Cliff Richards britischer Kollege Mike Redway vergeblich Konkurrenz. Rote Lippen soll man küssen erschien in Deutschland in drei weiteren Versionen. Mit zweimonatiger Verspätung veröffentlichte die dortige größte Plattenfirma Polydor einen Nachzieher mit Gus Backus, der aufgrund des schlechten Timings chancenlos blieb. Wie üblich gab es auch beim Billiglabel Tempo eine Neuauflage mit Jimmy Fields alias Teddy Parker. Auch in der DDR brachte deren Poplabel Amiga eine Version von Rote Lippen soll man küssen mit dem ostdeutschen Schlagersänger Günter Geißler heraus. Im Jahre 1991 wurde auch eine Version des Liedes von Peter Kraus veröffentlicht.
Die französische Sängerin Ria Bartok veröffentlichte 1963 eine französische Version mit dem Titel Sans Amour auf ihrer EP Coeur sowie eine spanische Version mit dem Titel Labios Afortunados für die für den spanischen Markt produzierte EP Algo Bueno Me Va A Pasar (1965).

## Single-Diskografie
| Interpret      | Titel                       | Label          | veröffentl. |
| -------------- | --------------------------- | -------------- | ----------- |
| Ruth Brown     | Lucky Lips                  | Atlantic 1125  | USA 1/1957  |
| Dottie Evans   | Lucky Lips                  | Bell 28        | USA 1957    |
| Gale Storm     | Lucky Lips                  | Dot 15539      | USA 1/1957  |
| Ruth Brown     | Lucky Lips                  | Columbia 3913  | UK 4/1957   |
| Alma Cogan     | Lucky Lips                  | HMV 317        | UK 4/1957   |
| Illo Schieder  | Dolly Dick                  | Polydor 23506  | D 8/1957    |
| Cliff Richard  | Lucky Lips                  | Columbia 7034  | UK 5/1963   |
| Mike Redway    | Lucky Lips                  | Embassy 565    | UK 5/1963   |
| Cliff Richard  | Lucky Lips                  | Epic 9597      | USA 6/1963  |
| Cliff Richard  | Lucky Lips                  | Columbia 22454 | D 6/1963    |
| Cliff Richard  | Rote Lippen soll man küssen | Columbia 22563 | D 9/1963    |
| Gus Backus     | Rote Lippen soll man küssen | Polydor 52205  | D 11/1963   |
| Jimmy Fields   | Rote Lippen soll man küssen | Tempo 908      | D 2/1964    |
| Günter Geißler | Rote Lippen soll man küssen | Amiga 450409   | DDR 1964    |